# Rozstání (Prostějovi járás)
Rozstání település Csehországban, a Prostějovi járásban. Rozstání Holštejn, Vysočany, Niva, Otinoves, Studnice, Kulířov, Krásensko és Lipovec településekkel határos. Lakosainak száma 611 fő (2024. január 1.).

## Népesség
A település lakosságának változását az alábbi diagram mutatja:
| Lakosok száma | 1144 | 1268 | 1334 | 1089 | 880  | 685  | 628  | 611  | 619  | 611  |
|               | 1869 | 1890 | 1921 | 1950 | 1980 | 2001 | 2017 | 2019 | 2022 | 2024 |